# NGC 7222
NGC 7222 est une très vaste galaxie spirale barrée relativement éloignée et située dans la constellation du Verseau. Sa vitesse par rapport au fond diffus cosmologique est de 11 993 ± 25 km/s, ce qui correspond à une distance de Hubble de 176,9 ± 12,4 Mpc (∼577 millions d'al). NGC 7222 a été découverte par l'astronome allemand Albert Marth en 1864.
La classe de luminosité de NGC 7222 est II et elle présente une large raie HI.
En raison d'une brillance de surface égale à 14,20 mag/am2, on peut qualifier NGC 7222 de galaxie à faible brillance de surface (LSB en anglais pour low surface brightness). Les galaxies LSB sont des galaxies diffuses (D) avec une brillance de surface inférieure de moins d'une magnitude à celle du ciel nocturne ambiant.
À ce jour, seule une mesure non basée sur le décalage vers le rouge (redshift) donne une distance d'environ 174,000 Mpc (∼568 millions d'al), ce qui est à l'intérieur des valeurs de la distance de Hubble.

## Supernova
La supernova SN 2008dr a été découverte dans NGC 7222 le 28 juin 2008 par J. Leja, D. Madison, W. Li et A. V. Filippenko de l'université de Californie à Berkeley, dans le cadre du programme LOSS (Lick Observatory Supernova Search) de l'observatoire Lick. D'une magnitude apparente de 16,8 au moment de sa découverte, elle était de type Ia.

## Une galaxie compagne

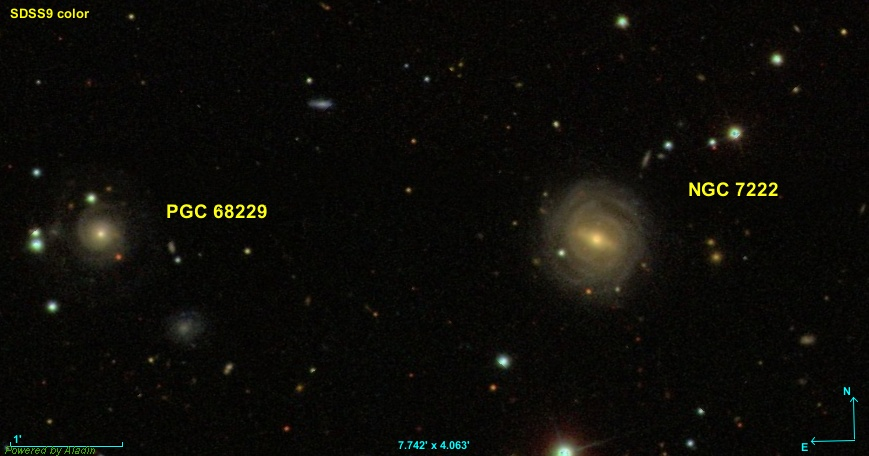
PGC 68229, une galaxie compagne ?

La distance de Hubble de la galaxie PGC 68229 situé tout près à l'est de NGC 7222 est de 175,52 ± 12,41 Mpc (∼572 millions d'al). Il se pourrait donc que ces deux galaxies forment une paire réelle.